# Хемлал Бхаттрай
Хемлал Бхаттрай (нар. 1 листопада 1993, Тхімпху, Бутан) — бутанський футболіст, воротар клубу «Тхімпху Сіті» та національної збірної Бутану. У футболці збірної дебютував 2013 року.

## Клубна кар'єра
Протягом усієї футбольної кар'єри виступає за «Тхімпху Сіті», яка ставала фіналістом А-Дивізіону у 2012, 2013 та 20114 роках. В усіх цих трьох сезонах Бхаттрай виступав за «Тхімпху Сіті», завдяки таким результатам команда кваліфікувалася для участі в Національній лізі Бутану, проте кожного разу фінішувала в середині турнірної таблиці чемпіонату.

## Кар'єра в збірній
Свій перший виклик до національної збірної одержав напередодні програного (2:8) поєдинку Кубку Південної Азії 2013 року проти Мальдів. Хемлал вийшов на футбольне поле після того як Лекі Дукпа отримав червону картку за порушення правил проти гравця мальдівської збірної за межами штрафного майданчика збірної Бутану. Дебютний матч виявився невдалим для Бхаттарая, оскільки його першою дією було вибивати м'яч з меж штрафного майданчика, проте гравці збірної Мальдівів перехопили м'яч й заробили небезпечний штрафний, з якого відзначилися голом та зрівняли рахунок у матчі, у другому таймі Хемлал пропустив ще шість м'ячів. Оскільки Дукпа пропускав наступний матч, то Бхаттрай вийшов на поле в стартовому складі поєдинку проти Шрі-Ланки, в якому пропустив 5 м'ячів.